# Teresa Marangoni
Teresa Marangoni, accreditata anche come Gina o Ada (Pontoglio, 25 ottobre 1875 – Bologna, 14 luglio 1961), è stata un'attrice italiana.

## Biografia
Proveniente dal teatro dialettale piemontese, nel 1907 venne scritturata dalla casa cinematografica Carlo Rossi & C., divenuta successivamente Itala Film. 
Fu interprete in ruoli da protagonista nei primi film prodotti dalla casa torinese, poi passò a ruoli secondari, come caratterista o comparsa (come in alcune comiche della serie Cretinetti). Fu partner dell'attore-regista Ernesto Vaser in alcuni mediometraggi della serie Fringuelli.
Lavorò anche per altre case cinematografiche, come la Società Anonima Stefano Pittaluga.
Tra le sue più importanti interpretazioni vi furono L'eroe di Walmy (1908), Il cuore non invecchia (1913), Cabiria (1914) e I martiri d'Italia (1927).

## Filmografia parziale
- L'eroe di Walmy, regia di Luigi Romano Borgnetto (1908)
- Mammina, regia di Oreste Mentasti (1911)
- Sonata fatale, regia di Oreste Mentasti (1911)
- Il cuore non invecchia, regia di Ernesto Vaser (1913)
- Fringuelli a dura prova (1913)
- Cabiria, regia di Giovanni Pastrone (1914)
- Le lattivendole, regia di Ernesto Vaser (1914)
- Il rimedio per le donne, regia di Ernesto Vaser (1914)
- Cretinetti e gli stivali del Brasiliano, regia di André Deed (1916)
- Il pezzente gentiluomo, regia di Giuseppe Ciabattini (1921)
- Lo strano viaggio di Pin-Popò, regia di Dante Cappelli e Giovanni Casaleggio (1922)
- I martiri d'Italia, regia di Domenico Gaido (1927)